# 弓削站

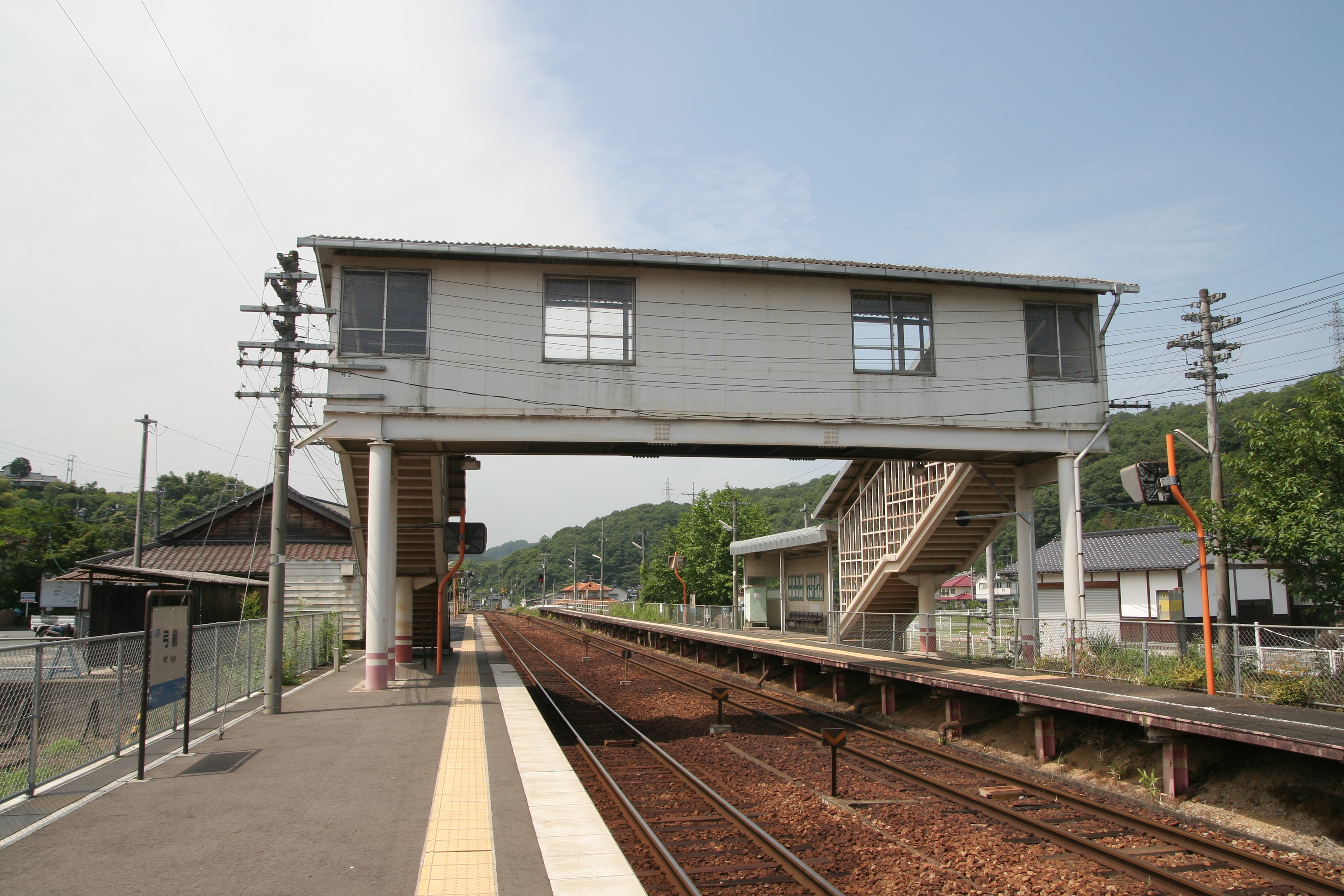
月台（2009年6月）

弓削站（日语：／ Yuge eki */?）是位於岡山縣久米郡久米南町下弓削下沖366號，西日本旅客鐵道（JR西日本）的津山線車站。

## 歷史
- 1898年（明治31年）12月21日 - 中國鐵道（日语：中鉄バス）本線岡山市站至津山站開通，此站啟用。
  - 當時車站地址是岡山縣久米南條郡弓削村（日语：弓削町 (岡山県)）下弓削下沖。
- 1900年（明治33年）4月1日 - 隨著久米郡（第二次）成立，車站地址變為岡山縣久米郡弓削村下弓削下沖。
- 1917年（大正6年）4月1日 - 隨著實施町制，車站地址變為岡山縣久米郡弓削町（日语：弓削町 (岡山県)）下弓削下沖。
- 1940年（昭和15年）4月1日 - 隨著弓削町（第二次）成立，車站地址變為岡山縣久米郡弓削町下弓削下沖。
- 1944年（昭和19年）6月1日 - 中國鐵道的鐵路部門被國有化，成為國有鐵道津山線車站。
- 1954年（昭和29年）4月1日 - 隨著久米南町成立，車站地址變為岡山縣久米郡久米南町下弓削下沖。
- 1987年（昭和62年）4月1日 - 伴隨國鐵分割民營化，車站由西日本旅客鐵道（JR西日本）營運。
- 2013年（平成25年）11月25日 - 岡山縣立誕生寺支援學校的天線店「野之花商店夢元」於車站大樓開始營業[1][2]。

## 車站構造
車站是一座地面車站，設有2面2線的相對式月台，可進行列車交會。木造車站大樓位於2號月台側並同久米南町擁有。各月台之間設有跨線橋連接。此站設有貨物專用的缺角式月台。在車站大樓對面月台設有候車室。車站內設有濕廁。
在車站內設有町的吉祥物河童「Kappi君」和該町相關古蹟。
此站是由津山站管理的簡易委託車站。除了早上和晚上外，售票櫃臺均可進行售票服務。此站沒有MARS系統和POS終端設備，只有流動售票機。
在2013年（平成25年）11月，舊車站事務室進行改裝，變成為岡山縣立誕生寺支援學校的天線店「野之花商店夢元」。每週星期二和四的下午營業，售賣由學生製作的手工藝品和農產物，也設有咖啡室。

### 月台
| 月台 | 路線   | 上下行 | 方向           | 備註                 |
| ---- | ------ | ------ | -------------- | -------------------- |
| 1    | 津山線 | 上行   | 津山方向       | 進行列車交會時使用。 |
| 2    | 津山線 | 上行   | 津山方向       | 經常使用。           |
| 2    | 津山線 | 下行   | 福渡、岡山方向 |                      |

2號月台為上下行本線，1號月台為上下行副本線與一線通過的結構。當不需要列車交會時，上下行列車會使用2號月台。

## 使用狀況
以下為近年1日平均乘車人次列表：
| 乘車人次變化 | 乘車人次變化    |
| 年度         | 1日平均乘車人次 |
| ------------ | --------------- |
| 1999         | 384             |
| 2000         | 364             |
| 2001         | 351             |
| 2002         | 350             |
| 2003         | 339             |
| 2004         | 323             |
| 2005         | 323             |
| 2006         | 316             |
| 2007         | 305             |
| 2008         | 301             |
| 2009         | 290             |
| 2010         | 252             |
| 2011         | 215             |
| 2012         | 196             |
| 2013         | 213             |
| 2014         | 221             |
| 2015         | 215             |
| 2016         | 208             |
| 2017         | 202             |
| 2018         | 203             |

## 車站周邊
- 久米南町公所
- 弓削郵局
- Happy Mart弓削店（超級市場）
- 久米南町立久米南中學
- 國道53號（日语：国道53号）
- 岡山縣道52號勝央仁堀中線（日语：岡山県道52号勝央仁堀中線）

## 相鄰車站
西日本旅客鐵道（JR西日本）
 津山線
■快速「壽」（津山站至岡山站之間快速列車）
龜甲－弓削－福渡
■快速「壽」（福渡站至岡山站之間快速列車）、■普通
誕生寺－弓削－神目

## 注腳
1. ↑  支援学校が駅にアンテナショップ （页面存档备份，存于）（日語） - RNC西日本放送（2013年11月25日付、2015年7月10日閲覧）
2. 1 2 3  接客体験、生徒の自信に 岡山、誕生寺支援学校アンテナ店1年 （页面存档备份，存于）（日語） - （獨）福祉醫療機構（原本在山陽新聞發布，2014年11月27日，2015年7月10日參閲）
3. ↑  岡山縣統計年報

## 外部連結
- 弓削｜車站資訊：JR出門網 - 西日本旅客鐵道（日語）